# Heltalsdivision med rest
Inom algebra och talteori utgör heltalsdivision med rest , euklidisk division eller divisionsalgoritmen  en division tillämpad på heltal. Dividend, divisor, kvot och rest är samtliga heltal.

## Sats
Det finns en sats som säger att det till två heltal {\displaystyle a} (kallat dividend) och {\displaystyle b\neq 0} (kallat divisor) finns två entydigt bestämda heltal {\displaystyle k} och {\displaystyle r} sådana att
{\displaystyle a=b\cdot k+r\,,\quad 0\leq r<|b|}.
Talet {\displaystyle k} kallas (heltals)kvot (även principal kvot) och talet {\displaystyle r} kallas (principal) rest. Denna sats kallas divisionsalgoritmen.

## Bevis för heltal
Beviset består av två delar. Först att {\displaystyle k} och {\displaystyle r} existerar och sedan att dessa båda är unika.

### Existens
Betrakta först fallet b < 0. Om vi sätter b' = −b och k' = −k kan ekvationen a = bk + r skrivas som a = b'k' + r och olikheten 0 ≤ r < |b| som 0 ≤ r < b' vilket gör beviset för fallet b < 0 identiskt med beviset för b > 0.
På samma sätt kan vi, om a < 0 och b > 0, sätta a' = −a, k' = −k − 1 och r' = b − r varvid ekvationen a = bk + r kan skrivas a' = bk' + r' och olikheten 0 ≤ r < b kan skrivas 0 ≤ r' < b. Sålunda reduceras existensbeviset till fallet a ≥ 0 och b > 0 varför vi endast behöver beakta detta fall.
Låt k1 ≥ 0 och r1 ≥ 0 uppfylla a = bk1 + r1, vilket exempelvis k1 = 0 och r1 = a gör. Om r1 < b är vi klara. Annars sätt k2 = k1 + 1 och r2 = r1 − b vilket ju självklart uppfyller a = bk2 + r2 och 0 ≤ r2 < r1. Genom att upprepa det här förfarandet kommer vi till sist att få ett kn = n och ett rn = a - nb sådana att a = bkn + rn och 0 ≤ rn < b.
Detta bevisar existensen (och ger även en ineffektiv metod att beräkna r och k).

### Entydighet
Antag att det finns k, k' , r och r'  sådana att 0 ≤ r < |b|, 0 ≤ r' < |b|, a = bk + r och a = bk' + r'. Om vi adderar de två olikheterna 0 < r ≤ |b| och -|b| ≤ -r' < 0 får vi -|b| < r - r' < |b|, det vill säga |r - r'| < |b|.
Om vi subtraherar de båda ekvationerna får vi b(q' - q) = (r - r'). Sålunda delar |b| |r - r'|. Om |r - r'| ≠ 0 medför detta att |b| ≤ |r - r'|, vilket motsäger föregående olikhet. Alltså har vi att r = r'  och b(k' - k) = 0. Då b ≠ 0, medför detta att k = k'  varigenom entydigheten bevisats.

## Polynomdivision
Division med rest är även definierad för polynom: till två polynom {\displaystyle p(x)} och {\displaystyle q(x)\neq 0} finns två entydigt bestämda polynom {\displaystyle k(x)} och {\displaystyle r(x)} sådana att
{\displaystyle p(x)=q(x)\cdot k(x)+r(x)\,,\quad deg(r(x))<deg(q(x))}.
Polynomet {\displaystyle k(x)} kallas kvotpolynom och {\displaystyle r(x)} kallas restpolynom. deg betecknar polynomets grad.

## Andra former av division med rest
Division med rest kan också definieras för annat, exempelvis gaussiska heltal (se artikeln för definition). Den allmänna matematiska struktur som har en divisionsalgoritm är en euklidisk ring.